# Microfragum
Microfragum (лат.) — род морских двустворчатых моллюсков из семейства сердцевидок. Типовой вид — Microfragum festivum.
Обитают в Тихом океане. Донные животные, встречаются на глубине от 0 до 370 м. Охранный статус видов рода не оценён, они безвредны для человека, не являются объектами промысла.

## Виды
На декабрь 2023 года в род включают 2 вида:
- Microfragum festivum (Deshayes, 1855)
- Microfragum subfestivum (J. Vidal & Kirkendale, 2007)